# 西枝站
西枝站（：／ Seoji yeok */?）是曾經位于韩国庆尚北道安东市的一个铁路车站，它属于中央线。

## 历史
- 1980年1月10日 - 做為信號場，落成使用。
- 2004年 - 開始客運服務。
- 2006年 - 停止客運服務。
- 2020年12月16日  - 因應中央線提速改造工程（清涼里-安東），路線變更，廢止。

## 相鄰車站
韓國鐵道公社
中央線
伊下－西枝－舊安東